# Elecciones federales de México de 1955 en Baja California
Las Elecciones federales en Baja California de 1955 se llevaron a cabo el domingo 3 de julio de 1958, y en ellas fueron renovados los titulares de los siguientes cargos de elección popular del estado mexicano de Baja California:
- Diputados Federales de Baja California: 2 Electos por mayoría relativa elegidos en cada uno de los Distritos electorales, mientras otros son elegidos mediante representación proporcional.

## Organización
Las elecciones fueron realizadas por la Comisión Federal Electoral, perteneciente a la Secretaría de Gobernación. En el proceso participaron 4 partidos políticos: el Partido Revolucionario Institucional, el Partido Acción Nacional, el Partido Popular. 
El viernes 29 de abril de 1955 fueron publicadas las candidaturas a la elección federal en el Periódico Oficial de la Federación.

## Candidatos

#### Distrito 1
| Cámara de Diputados (México)   | Cámara de Diputados (México) | Cámara de Diputados (México)   | Cámara de Diputados (México)         | Resultados | Resultados |
| Candidato                      | Candidato                    | Candidato                      | Partido                              | Votos      | Porcentaje |
| ------------------------------ | ---------------------------- | ------------------------------ | ------------------------------------ | ---------- | ---------- |
| Francisco Siqueiros Nogales    |                              | Francisco Siqueiros Nogales    | Partido Acción Nacional              | —          | —          |
| Emilio Hernández Armenta       |                              | Emilio Hernández Armenta       | Partido Revolucionario Institucional | —          | —          |
| José Dolores García Valenzuela |                              | José Dolores García Valenzuela | Partido Popular                      | —          | —          |
| Total de votos válidos         | Total de votos válidos       | Total de votos válidos         | Total de votos válidos               |            | —          |

#### Distrito 2
| Cámara de Diputados (México) | Cámara de Diputados (México) | Cámara de Diputados (México) | Cámara de Diputados (México)         | Resultados | Resultados |
| Candidato                    | Candidato                    | Candidato                    | Partido                              | Votos      | Porcentaje |
| ---------------------------- | ---------------------------- | ---------------------------- | ------------------------------------ | ---------- | ---------- |
| Darío Sánchez Enríquez       |                              | Darío Sánchez Enríquez       | Partido Acción Nacional              | —          | —          |
| Guilebaldo Silva Cota        |                              | Guilebaldo Silva Cota        | Partido Revolucionario Institucional | —          | —          |
| Luis Arriaga Gutiérrez       |                              | Luis Arriaga Gutiérrez       | Partido Popular                      | —          | —          |
| Total de votos válidos       | Total de votos válidos       | Total de votos válidos       | Total de votos válidos               |            | —          |